# Franck Dumoulin
Franck Dumoulin (* 13. Mai 1972 in Denain) ist ein ehemaliger französischer Sportschütze.

## Erfolge
Franck Dumoulin begann 1985 mit dem Sportschießen und nahm erstmals 1989 an Wettkämpfen teil. Sechsmal war er Teilnehmer an Olympischen Spielen: 1992 belegte er in Barcelona mit der Luftpistole auf 10 m den 22. Rang und mit der Freien Pistole auf 50 m den 36. Rang. Vier Jahre darauf erreichte er in Atlanta mit der Freien Pistole Rang elf, während er mit der Luftpistole nicht über den 36. Platz hinaus kam. Er trat auch erstmals – und das einzige Mal – mit der Schnellfeuerpistole an und belegte Rang 21. Bei den Olympischen Spielen 2000 in Sydney wurde er Zwölfter mit der Freien Pistole und erreichte mit der Luftpistole mit 590 Punkten in der Qualifikation das Finale. In diesem schoss er 98,9 Punkte, sodass er mit insgesamt 688,9 Punkten einen neuen Olympiarekord aufstellte und Olympiasieger vor Wang Yifu und Ihar Bassinski wurde. Auch 2004 in Athen, 2008 in Peking und 2012 in London trat er jeweils in den Konkurrenzen mit der Luftpistole und der Freien Pistole an, ihm gelang aber bei keinem der Wettbewerbe eine Platzierung unter den besten zehn Schützen.
Bereits 1994 wurde Dumoulin mit der Luftpistole in Mailand Weltmeister und sicherte sich mit der Freien Pistole Bronze. Mit letzterer gewann er 1998 in Barcelona ebenfalls den Titel. In Lahti kam im Jahr 2002 eine Bronzemedaille mit der Luftpistole hinzu. 2006 in Zagreb gewann er eine weitere Bronzemedaille im Mannschaftswettbewerb mit der Luftpistole. Seine letzte WM-Medaille sicherte er sich 2010 in München, als er in der Mannschaftskonkurrenz mit der Großkaliberpistole Vizeweltmeister wurde.
Er ist verheiratet und hat ein Kind. Dumoulin ist Polizist.